# بی‌دینی در بلژیک
در بلژیک افراد بی دین و خداناباور در حدود ۲۵–۳۰٪ جمعیت را تشکیل می‌دهند. در سال‌های اخیر شمار پیروان ادیان در بلژیک کاهش یافته است.